# ダリモレプロドクト
モレプロドクト(ロシア語:Дальморепроду́кт、略称:ДМП)は、極東ロシアの水産会社である。漁業、加工、缶詰などの事業を行っている。本社はウラジオストクにある。1930年に設立されたソビエトの国営企業に起源を持ちペレストロイカ以降は民営化された。
RTS 証券取引所のティッカーシンボルはРТС DMPR。会社の授権資本は 1,176,850,800ルーブル。

## 歴史
モレプロドクトの歴史は、1928年にアレクサンドル・イグナチエビッチ・ドゥドニクが日本の蟹工船「大洋丸」を購入して第一蟹工船«Первый краболов»と命名された所から始まる。1930年代には急速に蟹工船の保有数を増やしていった。第二次世界大戦後は、アンドレイ・ザハロフ級蟹工船11隻を運用していた。

### 成長と経営悪化
ソ連時代、ダリモレプロドクトはソ連の漁業の中心だった。 1970年代にはソ連の全魚介類の半分以上を生産し、世界最大の漁業団体であったダルリバは、ダルモレプロドゥクトの管理部門に統合された。海産物の漁と加工、捕鯨船団の管理、戦前から戦後まで多くの蟹工船の管理運営を行っていたソビエト極東における蟹工船の運営母体だった。ペレストロイカ時代にはバブル景気だった日本から多額の資金を調達できたが、バブル崩壊とソ連崩壊が重なり不良債権になった。1994年6月、公開株式会社 (AOOT) ХК ダリモレプロドクトに変わった。Expert誌によると、1998年の製品売上高では、ダリモレプロドクトはロシア企業の中で170位だった。当時、ダリモレプロドクトはまだロシアで最大の魚製品の供給者だったが2000年には15%にまで落ち込んだ。 

### 破産
2002年、ОАО ХКダリモレプロドクトは破産手続を開始し、これに関連して同社は外部管理を導入された。破産時点で母船8隻、網漁船26隻、蟹工船10隻、スーパートロール船15隻などを含む82隻の船舶を所有し、社員5,179人を雇用していた。
2012年までに«Рыбак Камчатки»と«Рыбак Приморья»、«Рыбак Владивостока»の3隻の母船が処分され、大型蟹工船Большая крабо-рыбоконсервная плавбазаとソドルジェストヴォ、ピョートル ジトニコフの3隻しか残っていなかった。2013年にはソドルジェストヴォもスクラップとして中国に売却され、大型蟹工船ピョートル ジトニコフだけが残った。破産手続は2013年8月に終了したが、同社は15年間、年間1億ルーブルの債務を支払う義務があった。

### 再建後
2013年、株式の72.67%の所有者は、いわゆるカニ事件（крабовому делу） の調査中に国外に逃亡した沿海州の実業家ドミトリー・ドレムリューガだった。2014年1月10日、これらの株式はシンガポールの会社DVS-R Pte. Ltdに売却された。ドレムリューガの親族であるデニス・ドレムリューガ（1976年生）は、2013年11月から2017年2月までダリモレプロドクトのCEOだった。
2017年3月、ロシア漁業会社は73.7%の株式を取得したことでダリモレプロドクトが持っていたスケトウダラとニシンの漁業権を得た。